# William Joseph Casey
William Joseph Casey (New York, 13 marzo 1913 – Roslyn Harbor, 6 maggio 1987) è stato un agente segreto e politico statunitense, dal 1981 a 1987 direttore della CIA..

## Biografia
Durante la seconda guerra mondiale, Casey lavorò per l´OSS, l'agenzia precorritrice alla CIA. Ricoprì varie cariche durante la presidenza di Richard Nixon. In occasione delle i elezioni presidenziali del 1980, Casey guidò la campagna elettorale di Ronald Reagan. Dopo la vittoria di Reagan, Casey diventò il primo direttore dei servizi segreti ad avere il rango di un membro del gabinetto. Durante la sua carica, la CIA sostenne i Mujaheddin in Afghanistan contro l´occupante Unione sovietica, in collaborazione col´ Inter Service Intelligence pakistano. Sotto la presidenza di Casey, la CIA fu anche coinvolto nello scandalo politico conosciuto come Irangate.